# San Juan Nonualco
San Juan Nonualco è un comune del dipartimento di La Paz, in El Salvador.